# Marquesado de los Trujillos
El marquesado de los Trujillos es un título nobiliario español creado por el rey Felipe IV en 1629 a favor de Antonio Álvarez de Bohorques y Girón. La denominación del título se refiere a Trujillos en el partido de las Siete Villas de la provincia de Granada.

## Marqueses de los Trujillos
|                             | Titular                                                                                    | Periodo                     |
| Creado por el rey Felipe IV | Creado por el rey Felipe IV                                                                | Creado por el rey Felipe IV |
| --------------------------- | ------------------------------------------------------------------------------------------ | --------------------------- |
| I                           | Antonio Álvarez de Bohorques y Girón                                                       | 1629-1640                   |
| II                          | Alonso Álvarez de Bohorques y Benavides                                                    |                             |
| III                         | Antonio Álvarez de Bohorques y Montano                                                     |                             |
| IV                          | Nicolás Álvarez de Bohorques y de la Cueva                                                 |                             |
| V                           | Alonso Diego Álvarez de Bohorques Verdugo Girón y Castilla                                 | -1770                       |
| VI                          | Nicolás Mauricio Álvarez de las Asturias Bohorques y Vélez Ladrón de Guevara               | 1770-1805                   |
| VII                         | Mauricio Nicolás Álvarez de las Asturias Bohorques y Chacón Carrillo de Albornoz y Guevara | ?-1851                      |
| VIII                        | Mauricio Álvarez de las Asturias Bohorques y Giráldez                                      | 1851-1877                   |
| IX                          | Mauricio Álvarez de las Asturias Bohorques y Ponce de León                                 | 1877-1930                   |
| X                           | José Álvarez de las Asturias Bohorques y Goyeneche                                         | 1930-1993                   |
| XI                          | José Álvarez de las Asturias Bohorques y Pérez de Guzmán                                   | 1994-actual                 |

## Historia genealógica

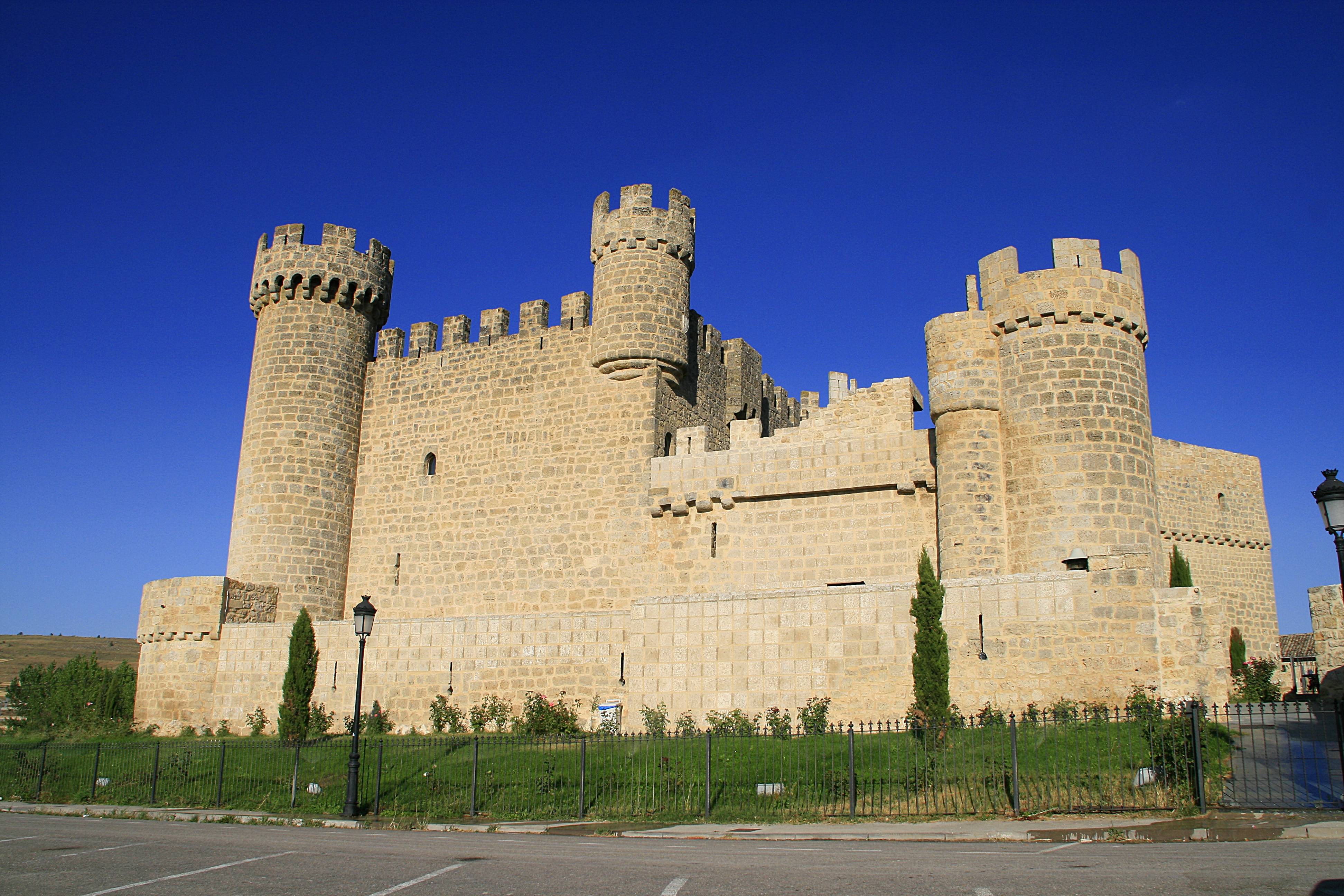
Castillo de Olmillos de Sasamón, Burgos. Perteneció a los vizcondes de la Valoria y posteriormente a los duques de Gor, marqueses de los Trujillos

- Antonio Álvarez de Bohorques y Girón (Granada 1574-Madrid, 1640), I marqués de los Trujillos,[2] I vizconde de Caparacena, era hijo de Alonso Núñez de Bohorques, natural de Villamartín (Sevilla), catedrático de la Universidad de Salamanca y oidor de la Real Chancillería de Granada, y de Francisca Deza Girón, natural de Granada.[3]

Casó con su prima hermana, Juana Jiménez de Góngora, hija de Alonso Jiménez de Góngora y Beatriz Ponce de León. Su único heredero fue su hijo de su relación extramatrimonial con su amante y parienta, Jerónima de Benavides, hija de Cristóbal de Benavides y María de Benavides, hija de los IV condes de Santiesteban del Puerto, que le sucedió en el título del marquesado de los Trujillos mientras que los parientes de su esposa, los Góngora, después de un acuerdo, se quedaron con el vizcondado de Caparacena al que cambiaron el nombre al de Puebla de los Infantes en 1654.
- Alonso Álvarez de Bohorques y Benavides, II marqués de los Trujillos.

Le sucedió su hijo:
- Antonio Álvarez de Bohorques y Montano, III marqués de los Trujillos.

Casó con Isabel Alonso de la Cueva. Le sucedió su hijo:
- Nicolás Antonio Álvarez de Bohorques y de la Cueva (m. ca. 1734), IV marqués de los Trujillos.

Casó con María Antonia Verdugo Albornoz y Castilla,  IX señora de Gor, IX señora de Herrera y X señora de Alboloduy.  Le sucedió su hijo:
- Alonso Diego Álvarez de Bohorques Verdugo Girón y Castilla (1710-30 de octubre de 1770) V marqués de los Trujillos,[1] V vizconde de Caparacena, IV conde de Torrepalma, X señor de Gor, de Herrera de Valdecañas, XI señor de Alboloduy, maestrante de Granada, etc.[5]

Se casó con María Fausta Vélez Ladrón de Guevara Enríquez y Montalvo. Le sucedió su hijo:
- Nicolás Mauricio Álvarez de las Asturias Bohorques[1] (Valladolid, 29 de febrero de 1741-10 de noviembre de 1805), VI marqués de los Trujillos,[5] I duque de Gor,[6]  V conde de Torrepalma,[6] fue mariscal de los Reales Ejércitos.

Casó, en primeras nupcias el 23 de abril de 1768 con María Teresa Pérez de Barradas y Fernández de Henestrosa, con quien no tuvo sucesión masculina, y en segundas nupcias el 2 de julio de 1791 con María del Carmen Chacón y Carrillo de Albornoz Medrano y Jácome de Lienden. Le sucedió su hijo del segundo matrimonio.
- Mauricio Nicolás Álvarez de las Asturias Bohorques y Chacón Carrillo de Albornoz y Guevara (10 de junio de 1792[4]-8 de julio de 1851), VII marqués de los Trujillos, II duque de Gor,[6]  VI conde de Torrepalma, VI conde consorte de Lérida, VIII conde de Canillas de los Torneros de Enríquez, y de Abusejo, Gran Cruz de la Orden de Carlos III en 1834.[4]

Contrajo matrimonio el 22 de septiembre de 1818 con María de la O Jacoba Guiráldez y Cañas, VIII vizcondesa de la Valoria, Camarera mayor de palacio, hija de Jaime Guiráldez y Mendoza, conde de Lérida. Con este matrimonio se incorporan al ducado de Gor todos los señoríos y posesiones de la familia Valoria, incluyendo el castillo de Olmillos de Sasamón, provincia de Burgos y todos sus feudos. Le sucedió su hijo.
- Mauricio Álvarez de las Asturias Bohorques y Guiráldez (1819-Burdeos, 13 de octubre de 1877), VIII marqués de los Trujillos, III duque de Gor,[6] VI conde de Torrepalma, IX conde de Canillas de los Torneros de Enríquez. Murió soltero y sin descendientes. Le sucedió su sobrino,[6] hijo de su hermano Nicolás.[7]

- Mauricio Álvarez de las Asturias Bohorques y Ponce de León (Jerez de la Frontera, 4 de noviembre de 1864-24 de febrero de 1930), IX marqués de los Trujillos, IV duque de Gor,[6]  X conde de Canillas de los Torneros de Enríquez. Fue el primer español en participar en unos Juegos Olímpicos de la era moderna. Participó en 1900 en las modalidades de florete, espada y sable.[8]

Casó el 22 de septiembre de 1892 con Rosa de Goyeneche y de la Puente, hija del conde de Guaqui y de la marquesa de Villafuerte. Le sucedió su hijo.
- José Álvarez de las Asturias Bohorques y Goyeneche (Madrid, 23 de marzo de 1895-27 de febrero de 1993), X marqués de los Trujillos,[9] participó en los JJ. OO. de París en 1924 y en 1928 en Ámsterdam en las pruebas de hípica donde su equipo ganó el oro.[10]

Casó con María Victoria Pérez de Guzmán y Moreno, III marquesa de Aulencia.  Le sucedió su hijo:
- José Álvarez de las Asturias Bohorques y Pérez de Guzmán (n. 3 de septiembre de 1934), XI marqués de los Trujillos,[11][12]  IV marqués de Aulencia, título que cedió a su hijo Javier Álvarez de las Asturias-Bohorques y Llosent en 1999,[13] Caballero maestrante de Granada.